# 堀口浄水場
堀口浄水場（ほりぐちじょうすいじょう）は、福島県郡山市にある浄水場。郡山市上下水道局が管理。
本項では、2013年（平成25年）3月31日に堀口浄水場に統合され廃止となった旧豊田浄水場についても記載する。

## 概要
1965年（昭和40年）の郡山市の合併に伴う人口増加と給水区域の拡大に対応するために建設された浄水場である。郡山市の基幹浄水場として全給水量の約8割を供給している。1979年（昭和54年）に猪苗代湖からの直接取水を開始した。現在は猪苗代湖及び郡山市を流れる逢瀬川から取水している。
2012年（平成24年）度末には、旧豊田浄水場（後述）と機能を統合するために施設の拡張を図っている。
関連施設としては、猪苗代湖の水を堀口浄水場へ送る浜路取水塔（郡山市湖南町浜路 地内）と、逢瀬川の水を取水し、堀口浄水場へ送ち逢瀬川取水場（郡山市逢瀬町多田野 地内）がある。

## 旧豊田浄水場
豊田浄水場（とよだじょうすいじょう）は、かつて郡山市で機能していた浄水場である。猪苗代湖を主な水源とし、1912年（明治45年）に日本全国で23番目の近代水道として1日あたり30,000m3の施設能力で給水を開始した。立地は周辺に郡山総合体育館や開成山公園、郡山市役所やショッピングセンターなどがある市街地に位置しており、過去に近代水道百選にも選ばれている。郡山市の人口増加に伴い、1950年（昭和25年）〜1961年（昭和36年）にかけ第2次拡張事業、1965年〜1966年（昭和40年度〜41年度）にかけて第4次拡張事業として拡大を図り、豊田浄水場内に急速沈殿池や急速ろ過池を増設していった。2013年、施設の老朽化などを理由に、浄水場の機能を堀口浄水場に統合する形で廃止となった。猪苗代湖から安積疏水路を経由して、南川から取水し旧豊田浄水場へ水を送る矢地内取水場（郡山市大槻町字矢地内西林、字矢地内西 地内）も存在したが、豊田浄水場廃止に伴い2013年3月末日から取水を停止している。
廃止後の豊田浄水場は空き地となり、一部は郡山市水道局のビルとして使われている。2019年頃より旧豊田浄水場跡地の利活用が計画されている。